# Leszek Skiba
Leszek Marcin Skiba (ur. 20 czerwca 1978 w Lublinie) – polski ekonomista, wykładowca akademicki oraz urzędnik państwowy, w latach 2015–2020 podsekretarz stanu w Ministerstwie Finansów i Główny Rzecznik Dyscypliny Finansów Publicznych, w latach 2015–2016 pełnomocnik rządu do Spraw Wspierania Reform na Ukrainie, w 2017 Generalny Inspektor Informacji Finansowej. W latach 2020–2024 prezes zarządu Banku Pekao S.A. Od 2025 doradca społeczny Prezydenta RP. 

## Życiorys
Absolwent I Liceum Ogólnokształcącego im. Hetmana Jana Zamoyskiego w Zamościu. W 1996 został laureatem Ogólnopolskiej Olimpiady Filozoficznej, a w 1997 Ogólnopolskiej Olimpiady Wiedzy o Polsce i Świecie Współczesnym. Był numerariuszem Opus Dei. W 2002 ukończył studia z międzynarodowych stosunków gospodarczych i politycznych w Szkole Głównej Handlowej, po czym do 2009 był pracownikiem naukowym w Wyższej Szkole Biznesu – National-Louis University. W latach 2009–2015 zatrudniony w Narodowym Banku Polskim: do 2011 w Biurze Integracji ze Strefą Euro, później w Instytucie Ekonomicznym. Przygotowywał analizy i prognozy ekonomiczne związane głównie ze strefą euro. Jednocześnie od 2009 współpracował z Instytutem Sobieskiego jako ekspert, przygotowujący raporty z zakresu ekonomii politycznej, koniunktury gospodarczej oraz funkcjonowania rządu. Został następnie członkiem zarządu i w 2013 przewodniczącym Rady Instytutu. Pracował również w 2006 jako doradca polityczny w Ministerstwie Kultury i Dziedzictwa Narodowego. Współautor prac z zakresu ekonomii i polityki.
W latach 2015–2020 podsekretarz stanu w Ministerstwie Finansów, piastujący także funkcję Głównego Rzecznika Dyscypliny Finansów Publicznych. W latach 2015–2016 Pełnomocnik Rządu do Spraw Wspierania Reform na Ukrainie. Od lutego do marca 2017 tymczasowo zajmował też fotel Generalnego Inspektora Informacji Finansowej po odejściu z rządu Wiesława Jasińskiego. 
W latach 2020–2024 wiceprezes zarządu (w kwietniu 2020), a następnie prezes zarządu Banku Pekao S.A.. Od 2024 pełni funkcję członka zarządu think-tanku Instytut Sobieskiego.
W latach 2019–2020 pełnił funkcję przewodniczącego Rady Bankowego Funduszu Gwarancyjnego. W latach 2021–2024 członek rady nadzorczej Giełdy Papierów Wartościowych w Warszawie. Powołany do Rady Muzeum przy Zamku Królewskim w Warszawie.
W sierpniu 2025 powołany na doradcę społecznego prezydenta Karola Nawrockiego.
Wstąpił do Prawa i Sprawiedliwości. Z listy tego ugrupowania bez powodzenia ubiegał się o mandat poselski w okręgu chełmskim w wyborach parlamentarnych w 2019 (uzyskał 6007 głosów).

## Życie prywatne
Żonaty, ma dwoje dzieci.

## Odznaczenia
- Odznaka honorowa „Za Zasługi dla Finansów Publicznych Rzeczypospolitej Polskiej” (2022)[17]